# Cabestrell
Un cabestrell és una banda o embenatge recolzat en el coll per a sostenir la mà o l'avantbraç malmesos, o per a immobilitzar-los en les lesions d'aquest o del múscul.